# Honorable correspondant
En France, un honorable correspondant (« HC ») désigne un collaborateur bénévole ou rémunéré de la Direction générale de la Sécurité extérieure (DGSE). Il s'agit souvent de Français, travaillant dans de grandes entreprises nationales mais aussi dans des sociétés privées à l'étranger. L'expression est souvent un euphémisme pour « agent secret » ou « espion ». 

## Définition
Jérôme Poirot, dans le Dictionnaire du renseignement, en donne la définition suivante : « une personne n’appartenant pas à une centrale de renseignement, mais qui lui rend gratuitement des services occasionnels en lui transmettant des informations, en lui facilitant des accès discrets en certains lieux, en assurant des prestations logistiques diverses, tout cela sur le sol national ou à l’étranger ». D'un rôle parallèle à celui de l'espion, sans en être techniquement un, l'honorable correspondant dispose d'une immatriculation au sein du service qui l'emploie. Ils sont recrutés au sein de toutes les professions.

### Rôles et profils
Les HC sont des hommes ou des femmes, travaillant dans des professions leur permettant d'avoir de nombreux contacts et réseaux, de voyager souvent (cercles politiques, gouvernement, transport, tourisme, banque, journalisme), ou d'accéder à des informations sensibles et stratégiques (prostitution haut de gamme, trafic de drogue et services du luxe). 
Ils sont souvent aux commandes de postes intéressants, et s'engagent à fournir une aide aux services de renseignement par patriotisme, sens civique (les contributions étant bénévoles), ou intérêt personnel et consentent à aider les agents des services secrets dans leurs opérations, qu'il s'agisse de renseignement pur, de lutte contre le crime, d'opérations à couvert, de notes préparatoires sur des interlocuteurs, en leur fournissant des informations d'ordre général ou technique. Par extension, le terme de HC désigne souvent toutes les personnes qui sont de près ou de loin, liées à la Centrale (siège de la DGSE).
Entre 1939 et 1945, ces HC n'étaient pas chargés comme aujourd'hui, de fournir des renseignements commerciaux mais de véritables renseignements politiques, principalement de contre-espionnage envers les menées allemandes de l'occupation.

## Dans la fiction
Dans le film Le Grand Blond avec une chaussure noire, le personnage interprété par Jean Rochefort emploie ce terme de façon ironique (et erronée) en déclarant qu'il y a dans ses services « trop d'honorables correspondants que je ne connais pas », signifiant ainsi qu'ils ont été infiltrés.
Très honorable correspondant (Kiss Kiss Bang Bang) est un film d'espionnage italien de Duccio Tessari, sorti en 1966.